# Epic Games Store
Epic Games Store este un serviciu de distribuție digitală de jocuri video⁠(d) și un magazin operat de Epic Games. Lansat în decembrie 2018 ca un client software pentru Microsoft Windows și macOS, acesta a extins în august 2024 disponibilitatea magazinului pe dispozitive Android la nivel mondial și pe iPhone și iPad în Uniunea Europeană, facilitate permisă de Digital Markets Act (Legea piețelor digitale).
Serviciul oferă gestionarea listei de prieteni, matchmaking pentru jocuri⁠(d) și alte funcții. Epic Games intenționează să îmbunătățească în continuare setul de funcții al magazinului, dar nu plănuiește să adauge la fel de multe funcții ca alte platforme de distribuție digitală, cum ar fi forumuri de discuții sau recenzii ale utilizatorilor, preferând să utilizeze platformele de social media existente pentru a sprijini aceste funcții.
După succesul Fortnite, lansat în 2017 și distribuit prin canalele proprii ale Epic, Tim Sweeney⁠(d), fondatorul și CEO-ul Epic Games, a criticat comisionul de 30% al Steam, considerându-l nerezonabil de mare. La lansare, Epic Games a stabilit un comision de 12% pentru titlurile publicate prin magazin și a eliminat taxele de licențiere pentru jocurile construite pe Unreal Engine, care în mod normal reprezintă 5% din venituri.
Pentru a atrage dezvoltatorii și editorii, Epic Games a oferit acorduri de exclusivitate temporară în schimbul unor venituri minime garantate. De asemenea, a oferit utilizatorilor unul sau două jocuri gratuite în fiecare săptămână în primii cinci ani de funcționare pentru a atrage utilizatori. Aceste strategii au generat critici din partea utilizatorilor, care au susținut că acordurile de exclusivitate segmentează piața.

## Magazin și software
Epic Games Store este un magazin digital de jocuri disponibil prin intermediul web-ului și integrat în aplicația Epic Games Launcher. Atât versiunea web, cât și aplicația permit utilizatorilor să achiziționeze jocuri, în timp ce launcher-ul facilitează instalarea și actualizarea acestora.
Pentru a atrage dezvoltatorii, Epic Games Store percepe un comision de 12% din veniturile jocurilor vândute, restul de 88% revenind dezvoltatorilor. În plus, pentru jocurile dezvoltate cu Unreal Engine și vândute prin acest magazin, Epic renunță la taxa de licențiere de 5% din venituri. Conform calculelor companiei, după acoperirea costurilor de livrare a conținutului și a altor servicii, profitul net al Epic este de aproximativ 5% din venitul brut, cu posibilitatea de a crește la 6-7% odată cu economiile de scară.
Inițial, Epic a planificat să ofere un joc gratuit la fiecare două săptămâni până în 2019, însă în iunie 2019 a mărit frecvența la un joc gratuit pe săptămână. În anumite săptămâni, când jocul gratuit avea o evaluare a conținutului pentru maturitate și era restricționat de controalele parentale, Epic a oferit un al doilea joc gratuit fără astfel de restricții. Compania a continuat acest program de jocuri gratuite până în 2023 și ulterior. De exemplu, în decembrie 2023, Epic Games a oferit 17 jocuri gratuite pe parcursul lunii, fiecare fiind disponibil pentru revendicare timp de 24 de ore.
Anumite oferte de jocuri gratuite au fost extrem de populare; de exemplu, în mai 2020, peste șapte milioane de utilizatori noi au revendicat Grand Theft Auto V ceea ce a dus la suprasolicitarea temporară a serverelor Epic. În ianuarie 2021, peste 19 milioane de utilizatori au obținut o copie gratuită a Star Wars Battlefront II⁠(d), provocând întreruperi temporare ale serverelor jocului. Documentele dezvăluite în timpul procesului Epic Games v. Apple⁠(d) din 2021 au arătat că, în giveaway-urile anterioare lui 2020, Epic a plătit dezvoltatorilor sume variind între 100.000 și 1 milion de dolari, atrăgând în medie 100.000 de utilizatori noi, cu o cheltuială medie de 0,50 până la 5,00 dolari per utilizator nou.
Epic Games Store a organizat și reduceri speciale, absorbând costurile reducerilor. De exemplu, prima sa vânzare majoră din mai 2019 a oferit o reducere de 10 dolari la orice joc evaluat la 15 dolari sau mai mult. În 2024, Epic Games Store a continuat tradiția reducerilor sezoniere, organizând vânzări precum Epic MEGA Sale în perioada 16 mai - 13 iunie și Summer Sale între 18 iulie și 1 august, oferind discounturi semnificative la o gamă largă de jocuri.
Magazinul la lansare avea un set minim de funcții, dar Epic plănuiește să dezvolte subseturi de funcții comparabile cu alte magazine digitale. În cele din urmă, magazinul va oferi recenzii ale utilizatorilor, dar această funcție va fi opțională pentru dezvoltatori pentru a evita abuzurile, cum ar fi bombardarea cu recenzii negative⁠(d). Salvarea în cloud⁠(d) a fost adăugată în august 2019, în timp ce suportul preliminar pentru realizări⁠(d) și modificări ale utilizatorilor⁠(d) a fost adăugat în iulie 2020. Suportul complet pentru realizări a fost lansat în octombrie 2021. Nu există planuri de a include forumuri interne pentru utilizatori. Magazinul va include un sistem de suport bazat pe tichete⁠(d) pentru utilizatori pentru a raporta erori și probleme tehnice pentru jocuri către dezvoltatori, în timp ce dezvoltatorii vor fi încurajați să facă legătura cu forumuri externe și canale sociale la alegerea lor, cum ar fi Reddit și Discord, în locul forumurilor legate de magazin. Cu toate acestea, un sistem de chat de grup, similar cu funcțiile Discord, ar fi fost implementat în 2021 pentru a permite prietenilor să discute în timp ce joacă jocuri suportate de magazin. Informațiile preluate de la OpenCritic⁠(d) au fost adăugate la paginile produselor din magazin în ianuarie 2020 pentru a oferi utilizatorilor informații critice despre recenzii. Magazinul a adăugat un sistem de recenzii în iunie 2022, iar pentru a combate bombardarea cu recenzii negative⁠(d), sistemul se bazează pe sondaje aleatorii ale utilizatorilor și pe prezentarea unor subseturi aleatorii ale acestor recenzii pe paginile magazinului.
Magazinul nu are funcții precum suport pentru pentru căști de realitate virtuală și nu se așteaptă să aibă funcții „în formă de joc” similare cu cardurile de schimb Steam, concepute pentru a stimula vânzările.
Salvarea în cloud a fost introdusă într-o bază foarte limitată, joc cu joc, în iulie 2019, deși Epic plănuiește să extindă această funcție după validarea acesteia. În decembrie 2019, Epic a oferit dezvoltatorilor și editorilor opțiunea de a implementa propriul magazin în joc pentru microtranzacții și alte achiziții pentru un joc, păstrând în același timp opțiunea de a folosi magazinul Epic.
Acolo unde este posibil, Epic plănuiește să extindă programul „Support a Creator” pe care l-a lansat în Fortnite Battle Royale la alte jocuri oferite în magazin. Cu programul Support a Creator, jucătorii pot opta să indice un streamer sau un creator de conținut, selectat de Epic pe baza aplicațiilor trimise, pentru a-l susține. Streamerii susținuți primesc apoi venituri de la Epic Games pentru microtranzacțiile efectuate prin Epic Games Store de către jucătorii care i-au susținut, stimulând astfel acești creatori de conținut; în cadrul Fortnite, creatorii au primit aproximativ 5% din valoarea în numerar a microtranzacțiilor.
După ce dezvoltatorii au descoperit că Valve nu va permite jocuri pe Steam care foloseau elemente bazate pe blockchain, cum ar fi criptomonedele sau jetoanele nefungibile, deoarece aceste articole au valoare în afara Steam, Epic a anunțat că va permite astfel de jocuri, deși acest lucru rămâne parte a revizuirii fiecărui joc pe care Epic o efectuează înainte de a accepta un joc în sistemul său.

## Istorie
Distribuția digitală a jocurilor pentru computere personale înainte de introducerea Epic Games Store se făcea prin magazine digitale precum Steam și GOG.com, Steam fiind canalul dominant cu aproximativ 75% din toată distribuția digitală în 2013. Valve, care opera Steam, lua un comision de 30% din toate jocurile vândute prin serviciile lor, o cifră egalată de alte servicii precum GOG.com și magazinele pentru console și mobile. În august 2017, Tim Sweeney⁠(d) de la Epic a sugerat că 30% nu mai era un comision rezonabil și că Valve ar putea încă să obțină profit dacă și-ar reduce cota de venituri la 8%.
La începutul lunii decembrie 2018, Epic Games a anunțat că va deschide un magazin digital pentru a concura cu Steam, folosind o cotă de venituri de 12% în loc de 30% a Steam. Epic a mai spus că nu va impune restricții de gestionare a drepturilor digitale (DRM) asupra jocurilor vândute prin platforma sa. Magazinul s-a deschis câteva zile mai târziu, pe 6 decembrie 2018, ca parte a Game Awards⁠(d), cu câteva jocuri și o listă scurtă de titluri viitoare. Magazinul era deschis pentru platformele macOS și Windows înainte de a se extinde la Android și alte platforme. Epic intenționează să lanseze un magazin pentru dispozitivele Android, ocolind Google Play Store, unde va lua doar o cotă de 12% comparativ cu 30% a Google. În timp ce monopolul Apple, Inc. pe iOS face imposibil pentru Epic să lanseze un App Store acolo, analiștii cred că dacă Google reacționează la App Store-ul Epic reducându-și cota, Apple va fi presată să urmeze exemplul. Epic a încercat să ceară Google o excepție pentru a ocoli sistemele de plată ale Google pentru achizițiile în aplicație pentru aplicația Fortnite Battle Royale, dar Google a refuzat să permită acest lucru.

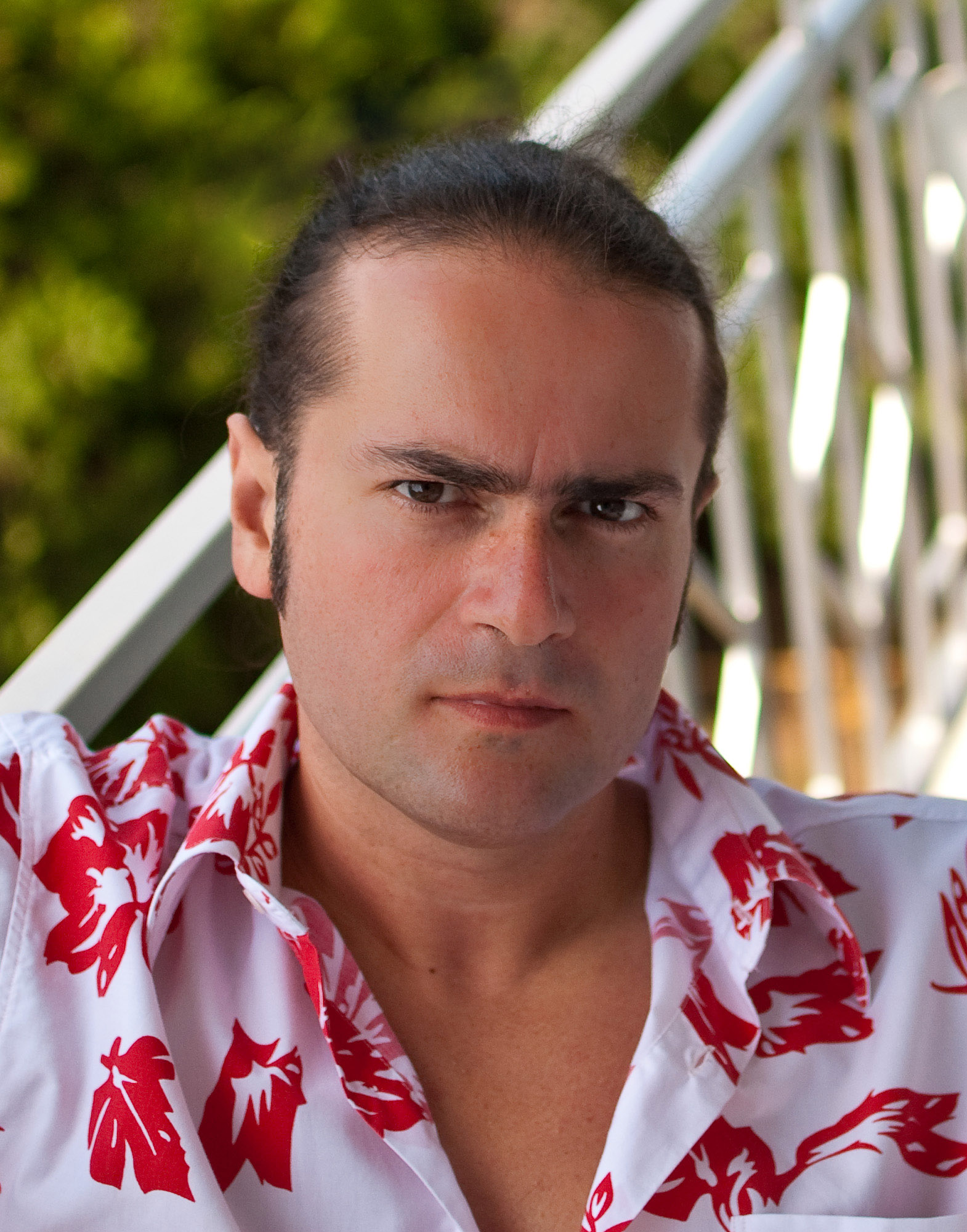
Sergei Galionkin, directorul strategiei de publicare al magazinului

Înainte de lansarea magazinului, directorul său de strategie de publicare, Sergey Galyonkin, a condus Steam Spy⁠(d), un site web care colecta date de utilizare Steam din profiluri publice pentru a crea statistici publice de vânzări. El a condus site-ul ca un proiect secundar, dar l-a folosit pentru a învăța ce ar dori dezvoltatorii de la magazinul Epic, și anume mai puține elemente sociale și mai puțină aglomerație vizuală. Conținutul magazinului a fost întreținut manual până când Epic a deschis magazinul pentru auto-publicare, începând cu o versiune beta a acestor funcții în august 2021. Personalul Epic va trebui totuși să aprobe jocurile pentru magazin, un proces care „se concentrează în principal pe partea tehnică și calitatea generală”, conform lui Tim Sweeney. Sweeney nu se așteaptă ca acest proces de verificare să fie la fel de strict ca aprobările necesare pentru a publica jocuri pe consolele de jocuri video de acasă⁠(d), dar va folosi evaluarea umană pentru a filtra software-ul inutil și jocurile de calitate slabă, printre altele. Epic nu intenționează să permită conținut matur destinat exclusiv adulților în magazin.
În ianuarie 2019, Ubisoft a anunțat planurile sale de a-și distribui jocurile prin Epic Games Store, cu viitorul săuTom Clancy's The Division 2 să fie vândut pe magazin (în plus față de propriul magazin Uplay al Ubisoft) în loc de Steam, făcându-l primul mare editor terț care utilizează Epic Games Store. Ubisoft a spus că selectarea Epic Games Store pentru jocurile viitoare a fost parte a unei discuții de afaceri mai mari legate de Steam. Chris Early, vicepreședintele Ubisoft pentru parteneriate și venituri, a descris Steam ca fiind „nerealist, modelul de afaceri actual pe care îl au... Nu reflectă unde este lumea astăzi în ceea ce privește distribuția jocurilor.” Editorul Deep Silver⁠(d) a urmat exemplul mai târziu în acea lună, anunțând că Metro Exodus⁠(d) va fi exclusiv pentru Epic Games Store timp de un an, la un preț redus de 50 USD (în America de Nord) comparativ cu 60 USD când a fost oferit pe alte magazine. Epic a încheiat ulterior parteneriate cu Private Division⁠(d) și Quantic Dream pentru publicarea pe magazin.
Magazinul a început să ofere aplicații non-jocuri în decembrie 2020 cu introducerea Spotify; Epic a declarat că nu va lua o cotă din abonamentele Spotify pentru cei care îl folosesc prin aplicația sa de magazin. Alte aplicații adăugate au inclus itch.io, IHeartRadio⁠(d), Krita și Brave.
Epic a introdus conturi cabinete destinate copiilor în decembrie 2022. Aceste conturi au acces la anumite jocuri gratuite din magazin, inclusiv Fortnite, Fall Guys și Rocket League cu funcții de joc limitate pentru a oferi un mediu sigur pentru copii. Aceste conturi nu pot achiziționa jocuri fără aprobarea unui părinte, precum și alte controale parentale.
Epic a adăugat opțiuni de auto-publicare în magazin în martie 2023. Similar cu Steam Direct, un dezvoltator plătește 100 USD pentru a-și lista jocul. Epic face o supraveghere minimă a acestor jocuri, nepermițând titluri pornografice și cele cu multiplayer, dar fără suport pentru jocuri cross-platform pe alte magazine. În mai, Epic a anunțat un program de recompense în care utilizatorii pot câștiga 5% în monedă pentru achizițiile eligibile. Un program First Run, oferind dezvoltatorilor să renunțe la cota de venituri a Epic în timpul exclusivității magazinului de 6 luni, a fost anunțat pe 23 august 2023. În plus, un program Now on Epic, oferind dezvoltatorilor aceleași condiții pentru jocurile lansate anterior, a fost anunțat pe 16 octombrie 2023.
Epic a lansat magazinul pentru dispozitivele Android la nivel mondial și pentru dispozitivele bazate pe iOS pentru utilizatorii europeni pe 16 august 2024. Acest lucru a urmat evaluării Uniunii Europene a practicilor Apple, Inc. împotriva magazinelor alternative și a politicilor anti-direcționare în temeiul Digital Markets Act (Legea piețelor digitale); ca răspuns, Apple a permis utilizarea magazinelor alternative pe dispozitivele lor din Europa. Odată cu disponibilitatea magazinului pe dispozitivele mobile, Epic intenționează să deschidă magazinul pentru editorii terți și să ofere un program similar de jocuri gratuite pentru aplicațiile mobile până la sfârșitul anului 2024.

## Recepție
Epic Games Store a fost anunțat la câteva zile după ce Valve a dezvăluit o schimbare în modelul de partajare a veniturilor Steam, care a redus cota Valve, reducând comisionul lor de la 30% la 25% după ce un joc a generat mai mult de 10 milioane USD și la 20% după 50 de milioane USD. Mai mulți dezvoltatori de jocuri indie și-au exprimat îngrijorarea că această schimbare a fost menită să ajute la păstrarea dezvoltatorilor și editorilor mari AAA și a făcut puțin pentru a sprijini dezvoltatorii mai mici. Astfel, când Epic Games Store a fost anunțat, mai mulți jurnaliști l-au văzut ca fiind potențial perturbator pentru modelul actual al Steam. Unii dezvoltatori și editori au anunțat planuri de a lansa jocuri pe care intenționau să le lanseze prin Steam acum exclusiv prin Epic Games Store sau să aibă exclusivitate temporară⁠(d) pe magazinul Epic înainte de a apărea pe alte servicii. Gabe Newell de la Valve a salutat competiția, spunând că „este grozav pentru toată lumea. Ne menține corecți, îi menține pe toți ceilalți corecți”, dar a comentat că, pe termen scurt, competiția era „urâtă”.
În primul său an, în 2019, Epic a raportat că magazinul a atras 108 milioane de clienți și a generat vânzări de peste 680 de milioane USD, cu 251 de milioane USD cheltuite pe jocuri terțe. Dintre aceste jocuri terțe, 90% din vânzări au provenit din exclusivitățile temporare ale Epic Games Store. În general, Epic a declarat că vânzările totale au fost cu 60% mai mari decât anticipaseră. Pentru 2020, Epic a declarat că magazinul a ajuns la 160 de milioane de jucători, 31 de milioane de jucători activi zilnic și vânzări anuale de peste 700 de milioane USD (265 de milioane USD din acestea pentru titluri terțe). Conform datelor colectate de Simon Carless⁠(d) în 2021, din primul val de jocuri exclusive pentru magazinul Epic din 2019, doar Satisfactory⁠(d) a depășit ceea ce Epic a plătit pentru acea exclusivitate, iar acesta împreună cu Dauntless⁠(d) sunt singurele două jocuri care se așteaptă să aducă profit pentru Epic.
Până în 2023, veniturile totale din magazin au fost de 950 de milioane USD, cu 270 de milioane de utilizatori.

### Reacții la exclusivitatea magazinului
Pentru a concura cu Steam, Epic Games a aranjat frecvent lansări exclusive temporare de jocuri pe Epic Games Store înainte de alte magazine, de obicei pentru șase luni sau un an. Sweeney a declarat că această strategie era singura modalitate de a contesta poziția dominantă a Steam și ar înceta să caute exclusivitate dacă Valve și-ar reduce cota de venituri de 30%. În caz contrar, Epic va continua să accepte oferte de exclusivitate pe Epic Games Store de la orice dezvoltatori sau editori interesați, indiferent de planurile anterioare pe care le-au făcut cu Steam sau alte magazine.
Unii consumatori au reacționat negativ la aceste acorduri de exclusivitate, deoarece par să creeze diviziuni în comunitatea de jocuri, similar cu jocurile care sunt lansate cu exclusivitate temporară pe consolele de acasă⁠(d). Metro Exodus⁠(d), de la dezvoltatorii 4A Games⁠(d) și publicat de Deep Silver⁠(d), fusese planificat ca o lansare pe Steam. Cu toate acestea, Deep Silver a anunțat cu câteva săptămâni înainte de lansare că jocul va fi exclusiv temporar pe Epic Games Store, disponibil în cele din urmă pe Steam la un an după lansare. Unii utilizatori au fost supărați de acest lucru, bombardând jocul cu recenzii negative⁠(d) și plângându-se la 4A Games. Deep Silver a susținut 4A Games și a menționat că decizia pentru exclusivitatea Epic Games Store a fost luată de compania-mamă a Deep Silver, Koch Media⁠(d). În zilele care au urmat lansării Metro Exodus, jucătorii au folosit sistemul de recenzii Steam pentru a lăuda jocul, deoarece Epic Games Store nu avea recenzii ale utilizatorilor la acel moment. Phoenix Point⁠(d), un succesor spiritual⁠(d) al X-COM⁠(d) de la designerul principal al X-COM, Julian Gollop⁠(d), a fost finanțat cu succes prin crowdfunding, jucătorii având opțiunea de a primi chei de răscumpărare pe Steam sau GOG.com. În martie 2019, Gollop a anunțat că au optat să facă Phoenix Point exclusiv pentru Epic Games Store timp de un an; susținătorii ar primi o cheie de răscumpărare pentru Epic Games Store, precum și pentru Steam sau GOG un an mai târziu, când perioada de exclusivitate se va încheia, precum și primul an de conținut descărcabil gratuit. Gollop a explicat că, cu acordul de exclusivitate, echipa sa a primit sprijin financiar suplimentar pentru a finaliza Phoenix Point. Mai mulți susținători au fost supărați de această decizie, crezând că echipa lui Gollop a folosit fondurile lor pentru a aduce jocul la un punct în care ar putea obține investiții externe și apoi să schimbe direcția jocului. Gollop a afirmat că acordul cu Epic Games nu a schimbat direcția finală a Phoenix Point, dar a oferit rambursări complete susținătorilor dacă doreau.
Glumberland, dezvoltatorii Ooblets⁠(d), au anunțat că jocul va fi exclusiv pentru Epic Games Store la sfârșitul lunii iulie 2019, citând că sprijinul financiar al Epic ar ajuta la menținerea studioului până la lansare și le-ar oferi o cotă de venituri mai bună. În anunțul făcut de Ben Wasser de la Glumberland, el a inclus ceea ce a considerat a fi un limbaj glumeț legat de criticile privind exclusivitatea Epic Games Store, numindu-i pe cei care se plângeau „jucători imaturi și toxici”, dar că situația „nu era nimic de care să te îngrijorezi”. În urma acestui anunț, Wasser și alții de la Glumberland au început să primească mii de mesaje negative ostile legate de anunț, inclusiv amenințări. Wasser nu se aștepta ca comunitatea să reacționeze astfel la mesaj și a încercat să clarifice poziția Glumberland de a avea nevoie de sprijinul Epic, mai degrabă decât orice încercare de a respinge comunitatea de jocuri. Sweeney a vorbit mai târziu că campania împotriva Ooblets reprezintă o tendință în creștere în comunitate bazată pe „crearea și promovarea coordonată și deliberată a informațiilor false, inclusiv capturi de ecran false, videoclipuri și analize tehnice, însoțite de hărțuirea partenerilor, promovarea temelor de ură și intimidarea celor cu opinii opuse.” Sweeney a spus că Epic lucrează cu partenerii și dezvoltatorii săi pentru a încerca să îmbunătățească situația și să sprijine pe cei vizați în astfel de moduri.
Probleme suplimentare legate de exclusivitate au apărut după ce Unfold Games, care se aflau în etapele finale de pregătire pentru lansarea jocului lor Darq⁠(d), au raportat despre interacțiunile lor cu Epic Games. Darq fusese stabilit ca o lansare pe Steam de câteva luni și dezvoltatorii au anunțat că se apropie de lansare în 2019. Conform Unfold Games, Epic Games i-a abordat pentru a avea jocul pe Epic Games Store, pe lângă oferirea de sprijin financiar. Cu toate acestea, când au întrebat, Epic Games a clarificat că Unfold ar trebui să vândă jocul exclusiv pe Epic Games Store, trebuind să retragă jocul de pe Steam pentru o perioadă de un an. Unfold a decis să nu meargă cu Epic Games, menționând că o mare parte din marketingul lor pentru strângerea de fonduri a pus un accent major pe lansarea pe Steam, precum și datorită faptului că jocul fusese adăugat pe lista de dorințe de un număr mare de utilizatori Steam. Ca urmare a atenției mass-media privind Epic Games Store, Unfold a lansat Darq⁠(d) ca un joc fără gestionarea drepturilor digitale pe Steam și GOG.com. Unii jurnaliști și-au exprimat îngrijorarea că accentul mare pus de Epic pe exclusivitate ar putea dăuna intențiilor lor.
În urma unui număr de lansări planificate exclusiv temporar pe Epic Games Store anunțate în timpul Conferinței Dezvoltatorilor de Jocuri⁠(d) din 2019 și a altor plângeri din partea jucătorilor, Steve Allison, șeful diviziei de magazin, a recunoscut că nu au dorit să provoace o astfel de perturbare în comunitatea de jocuri. Potrivit lui Allison, vor încerca să evite încheierea unor acorduri de exclusivitate de mare amploare atât de aproape de lansarea unui joc și vor încerca să respecte ceea ce dorește comunitatea. În urma unor plângeri similare din partea susținătorilor Shenmue III⁠(d), care erau supărați de întârzierea lansării pe Steam, Epic Games a anunțat că, în cazul Shenmue III și al oricărui joc finanțat prin crowdfunding care ajunge să fie exclusiv pe Epic Games Store, va acoperi costurile oricăror cereri de rambursare din partea susținătorilor.

### Alte critici
În aprilie 2021, în procesul Epic Games v. Apple⁠(d), Apple a depus un document în instanță în care susținea că Epic Games Store funcționa cu pierderi semnificative și probabil nu va fi profitabil până în 2027, pe baza depoziției managementului financiar al Epic, și, prin urmare, necesitând ca Epic să asigure venituri din alte fluxuri de produse. Apple a afirmat că Epic a pierdut aproximativ 400 de milioane de dolari pe magazin între 2019 și 2020, în principal din cauza garanțiilor minime pe care le oferă dezvoltatorilor pentru a-și aduce jocul pe magazin și din acordurile de exclusivitate ale magazinului. În răspunsul său la afirmația Apple, Epic a declarat că se așteaptă ca Epic Games Store să devină profitabil până în 2023 și că nu este încă profitabil „pentru că și-a încărcat în avans costurile de marketing și de achiziție a utilizatorilor pentru a câștiga cotă de piață”. Sweeney, în răspunsul său la această afirmație prin Twitter, a declarat că magazinul „s-a dovedit a fi un succes fantastic în a ajunge la jucători cu jocuri grozave și o investiție fantastică în creșterea afacerii”.
În martie 2021, PC Gamer a descoperit că pe anumite configurații de laptopuri, Epic Games Store poate scurta durata de viață a bateriei cu până la 20% chiar și atunci când nu este utilizat (fereastra Epic Games Store este închisă și aplicația este minimizată în tray). Pe majoritatea dispozitivelor, acest impact este mai mic, de doar 5%.